# コール・レイガンズ
- コール・ラガンズ

コール・ガトリン・レイガンズ（Cole Gatlin Ragans, 1997年12月12日 - ）は、アメリカ合衆国フロリダ州ゲインズビル出身のプロ野球選手（投手）。左投左打。MLBのカンザスシティ・ロイヤルズ所属。

## 経歴

### プロ入りとレンジャーズ時代

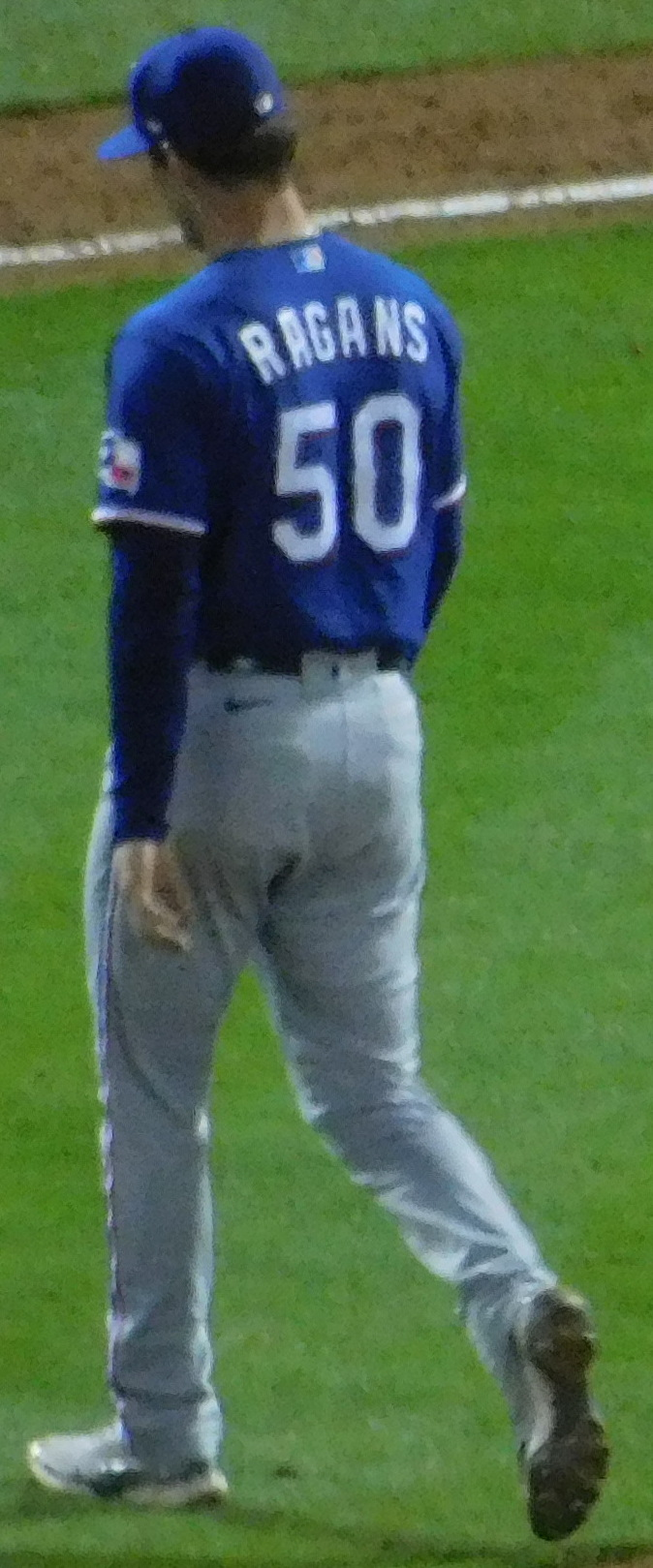
テキサス・レンジャーズ時代
（2023年5月12日）

2016年のMLBドラフト1巡目（全体30位）でテキサス・レンジャーズから指名され、予定していたフロリダ州立大学への進学を取りやめプロ入り。契約金は約200万ドル。傘下のルーキー級アリゾナ・コンプレックスリーグ・レンジャーズでプロデビューした。
2017年はA－級スポケーン・インディアンスで13試合に先発登板して3勝2敗、防御率3.61、87奪三振を記録した。
2018年3月に左肘のトミー・ジョン手術を受け、同年は全休した。
2019年5月14日に、リハビリの過程で修復した左肘の移植片が断裂していることが明らかになり、再びトミー・ジョン手術を受けた。
2021年にA＋級ヒッコリー・クロウダッズで4年ぶりに実践復帰し、6月にはオールスター・フューチャーズゲームに選出された。その後、7月にAA級フリスコ・ラフライダーズへ昇格した。この年は2チーム合計で19試合（先発17試合）に登板して4勝3敗、防御率4.35、87奪三振を記録した。
2022年はAA級フリスコで開幕を迎え、その後AAA級ラウンドロック・エクスプレスへ昇格した。8月4日にメジャー契約を結んでアクティブ・ロースター入りし、同日のシカゴ・ホワイトソックス戦に先発登板してメジャーデビューを果たした。この年はメジャーで9試合に先発登板して0勝3敗、防御率4.95、27奪三振を記録した。

### ロイヤルズ時代
2023年6月30日にアロルディス・チャップマンとのトレードで、ローニ・カブレラと共にカンザスシティ・ロイヤルズへ移籍した。移籍後は調子を上げ、8月には3勝1敗、防御率1.72、53奪三振を記録してピッチャー・オブ・ザ・マンスを受賞した。
2024年は自身初の開幕投手を務め、こちらも自身初となるオールスターに選出された。この年は32試合に先発登板して186.1イニングを投げ、11勝9敗、防御率3.14、223奪三振とキャリアハイの成績を記録し、サイ・ヤング賞投票でも4位に入るなど、ブレイクを果たした。
2025年2月14日にロイヤルズと2027年までとなる3年1325万ドルの契約を締結した。

## 詳細情報

### 年度別投手成績
| 年 度    | 球 団    | 登 板 | 先 発 | 完 投 | 完 封 | 無 四 球 | 勝 利 | 敗 戦 | セ 丨 ブ | ホ 丨 ル ド | 勝 率 | 打 者 | 投 球 回 | 被 安 打 | 被 本 塁 打 | 与 四 球 | 敬 遠 | 与 死 球 | 奪 三 振 | 暴 投 | ボ 丨 ク | 失 点 | 自 責 点 | 防 御 率 | W H I P |
| -------- | -------- | ----- | ----- | ----- | ----- | -------- | ----- | ----- | -------- | ----------- | ----- | ----- | -------- | -------- | ----------- | -------- | ----- | -------- | -------- | ----- | -------- | ----- | -------- | -------- | ------- |
| 2022     | TEX      | 9     | 9     | 0     | 0     | 0        | 0     | 3     | 0        | 0           | .000  | 174   | 40.0     | 43       | 6           | 16       | 0     | 0        | 27       | 2     | 0        | 24    | 22       | 4.95     | 1.48    |
| 2023     | TEX      | 17    | 0     | 0     | 0     | 0        | 2     | 3     | 0        | 3           | .400  | 106   | 24.1     | 20       | 4           | 14       | 1     | 1        | 24       | 2     | 0        | 17    | 16       | 5.92     | 1.40    |
| 2023     | KC       | 12    | 12    | 0     | 0     | 0        | 5     | 2     | 0        | 0           | .714  | 286   | 71.2     | 50       | 3           | 27       | 0     | 1        | 89       | 4     | 0        | 23    | 21       | 2.64     | 1.07    |
| '23計    | KC       | 29    | 12    | 0     | 0     | 0        | 7     | 5     | 0        | 3           | .583  | 392   | 96.0     | 70       | 7           | 41       | 1     | 2        | 113      | 6     | 0        | 40    | 37       | 3.47     | 1.16    |
| 2024     | KC       | 32    | 32    | 1     | 0     | 0        | 11    | 9     | 0        | 0           | .550  | 762   | 186.1    | 146      | 15          | 67       | 1     | 6        | 223      | 11    | 0        | 71    | 65       | 3.14     | 1.14    |
| MLB：3年 | MLB：3年 | 70    | 53    | 1     | 0     | 0        | 18    | 17    | 0        | 3           | .514  | 1328  | 322.1    | 259      | 28          | 124      | 2     | 8        | 363      | 19    | 0        | 135   | 124      | 3.46     | 1.19    |

- 2024年度シーズン終了時

### 年度別守備成績
| 年 度 | 球 団 | 投手（P） | 投手（P） | 投手（P） | 投手（P） | 投手（P） | 投手（P） |
| 年 度 | 球 団 | 試 合     | 刺 殺     | 補 殺     | 失 策     | 併 殺     | 守 備 率  |
| ----- | ----- | --------- | --------- | --------- | --------- | --------- | --------- |
| 2022  | TEX   | 9         | 1         | 0         | 0         | 0         | 1.000     |
| 2023  | TEX   | 17        | 1         | 0         | 0         | 0         | 1.000     |
| 2023  | KC    | 12        | 2         | 11        | 0         | 0         | 1.000     |
| '23計 | KC    | 29        | 3         | 11        | 0         | 0         | 1.000     |
| 2024  | KC    | 32        | 7         | 19        | 0         | 1         | 1.000     |
| MLB   | MLB   | 70        | 11        | 30        | 0         | 1         | 1.000     |

- 2024年度シーズン終了時
- 各年度の太字はリーグ最高

### 表彰
MLB
- ピッチャー・オブ・ザ・マンス：1回（2023年8月）

### 記録
MiLB
- オールスター・フューチャーズゲーム選出：1回（2021年）

### 背番号
- 50（2022年 - 2023年途中）
- 55（2023年途中 - ）